# Władimir Iwanow (1893–1938)
Władimir Iwanowicz Iwanow, ros. Владимир Иванович Иванов (ur. 11 marca?/23 marca 1893 w Tule, zm. 15 marca 1938 w Moskwie) – radziecki polityk i działacz partyjny, członek KC WKP(b) (1934-1937), ludowy komisarz przemysłu leśnego ZSRR (1936–1937), od 1925 do 1927 I sekretarz Komunistycznej Partii Uzbekistanu.

## Życiorys
Studiował na Wydziale Medycznym Uniwersytetu Moskiewskiego, w 1915 wstąpił do SDPRR(b), w 1916 relegowany z uczelni i aresztowany, wkrótce zwolniony. W 1917 sekretarz rejonowego komitetu SDPRR(b) w Moskwie, od listopada 1917 członek Rewolucyjnego Komitetu Wojskowego i Rejonowego Sztabu Czerwonej Gwardii w Moskwie, w 1918 ukończył studia na Wydziale Medycznym Uniwersytetu Moskiewskiego. Od sierpnia do października 1918 przewodniczący Powiatowej Czeki w Kamyszynie w guberni saratowskiej, od października 1918 do 1919 przewodniczący Komitetu Wykonawczego Kamyszyńskiej Rady Powiatowej, od 18 września do 19 listopada 1919 członek Rewolucyjnej Rady Wojskowej Frontu Fergańskiego, między 1919 a 1920 organizator odpowiedzialny rejonowego komitetu RKP(b) w Moskwie, od stycznia do czerwca 1921 sekretarz odpowiedzialny jarosławskiego gubernialnego komitetu RKP(b), w latach 1921-1924 zastępca kierownika i kierownik Wydziału Organizacyjnego Moskiewskiego Komitetu RKP(b). Od maja do października 1924 przewodniczący moskiewskiej gubernialnej komisji kontrolnej RKP(b), od 31 maja 1924 do 18 grudnia 1925 członek Centralnej Komisji Kontrolnej RKP(b), od 2 czerwca 1924 do 18 grudnia 1925 zastępca członka Prezydium tej komisji, od października 1924 do lutego 1925 sekretarz Biura Organizacyjnego KC RKP(b) ds. Uzbekistanu, od 13 lutego 1925 do 1927 I sekretarz KC Komunistycznej Partii (bolszewików) Uzbekistanu. Od 31 grudnia 1925 do 26 stycznia 1934 zastępca członka KC WKP(b), od sierpnia 1927 do kwietnia 1931 II sekretarz Północnokaukaskiego Krajowego Komitetu WKP(b), od 27 marca 1931 do 5 lutego 1937 I sekretarz Północnego Krajowego Komitetu WKP(b), od 10 lutego 1934 do 10 grudnia 1937 członek KC WKP(b), od 1 października 1936 do 31 października 1937 ludowy komisarz przemysłu leśnego ZSRR.
1 listopada 1937 aresztowany, 13 marca 1938 skazany na śmierć w III procesie moskiewskim, następnie rozstrzelany. 15 czerwca 1959 pośmiertnie zrehabilitowany.